# David Popovici (judoka)
David Popovici (20 de septiembre de 2002) es un deportista canadiense que compite en judo. En los Juegos Panamericanos de 2023 obtuvo una medalla de bronce en la categoría de –81 kg.

## Palmarés internacional
| Juegos Panamericanos | Juegos Panamericanos | Juegos Panamericanos | Juegos Panamericanos |
| Año                  | Lugar                | Medalla              | Categoría            |
| -------------------- | -------------------- | -------------------- | -------------------- |
| 2023                 | Santiago (Chile)     | Medalla de bronce    | –81 kg               |